# Cindy Herron
Cynthia Ann Herron, detta Cindy (San Francisco, 26 settembre 1961), è una cantante e attrice statunitense.
È nota soprattutto come membro del gruppo vocale En Vogue, formatosi nel 1989.

## Discografia (con le  En Vogue)
Album in studio
- 1990 - Born to Sing
- 1992 - Funky Divas
- 1997 - EV3
- 2000 - Masterpiece Theatre
- 2002 - The Gift of Christmas
- 2004 - Soul Flower
- 2018 - Electric Café

Raccolte
- 1998 - Best of En Vogue
- 2001 - Very Best of En Vogue
- 2007 - The Platinum Collection

## Filmografia parziale
Cinema
- Juice, regia di Ernest R. Dickerson (1992)
- Batman Forever, regia di Joel Schumacher (1995)

Televisione
- Up and Coming (1980) - un episodio
- ABC Afterschool Specials (1984) - un episodio
- Fifty/Fifty (Partners in Crime) (1984) - un episodio
- Johnnie Mae Gibson: FBI (1986) - film TV
- Amen (1988) - un episodio
- Gli amici di papà (Full House) (1989) - un episodio
- The Royal Family (1992) - un episodio
- Sesamo apriti (Sesame Street) (1993) - un episodio
- Tutti al college (A Different World) (1993) - un episodio
- On Our Own (1994-1995) - 3 episodi
- The Wayans Bros. (1997) - un episodio
- Malcolm & Eddie (1999) - un episodio
- Happily Ever After: Fairy Tales for Every Child (2000) - un episodio; voce
- Tre voci per Natale (An En Vogue Christmas) – film TV, regia di Brian K. Roberts (2014)

## Doppiatrici italiane
Nelle versioni in italiano delle opere in cui ha recitato, Cindy Herron è stata doppiata da:
- Francesca Tardio in Tre voci per Natale